# Münchenbernsdorf
Münchenbernsdorf é uma cidade da Alemanha localizada no distrito de Greiz, estado da Turíngia. Pertence ao Verwaltungsgemeinschaft de Münchenbernsdorf.